# Canudos do Vale
Canudos do Vale é um município brasileiro do estado do Rio Grande do Sul.

## História
A história do povoamento da região iniciou-se no final do século XIX, com a chegada dos colonos alemães, assim como nas demais localidades da região. A partir de 1917, deu-se início à instalação de imigrantes italianos. Inicialmente, a localidade onde hoje se encontra Canudos do Vale chamava-se Nova Berlim, conforme mapas da época. Em 1949, Canudos foi elevada à condição de distrito de Lajeado. Enquanto distrito, sua sede recebeu as denominações de Vila Irerê e, posteriormente, Vila Canudos.
A emancipação ocorreu em 16 de abril de 1996. Conforme a lei de criação, a área equivalia ao distrito de Canudos e parte do município de Progresso. Devido à existência prévia de um município chamado Canudos, na Bahia, adotou-se o nome Canudos do Vale, relacionado à sua localização geográfica, em um vale.

### Origem do nome
Um dos relatos sobre a origem do nome sugere que, durante a divisão de lotes pela empresa colonizadora, estes possuíam um formato de canudo, afunilando-se. Outra versão menciona que, após a divisão de lotes, sobrou uma área de terras estreita ao sul e larga ao norte, assemelhando-se a um cone.

## Geografia
Localiza-se a uma latitude 29° 19′ 22″ Sul e a uma longitude 52° 14′ 2″ Oeste, estando a sede do município a uma altitude de 95 metros. Limita-se ao norte com o município de Progresso, a leste com os municípios de Marques de Souza e Forquetinha, ao sul com os municípios de Forquetinha e Sério, e a oeste com o município de Boqueirão do Leão.
Possui uma área de 86,69 km² e sua população em 2022 era de 1.656 habitantes.
Seu relevo é montanhoso e possui altitudes médias que vão de 65 até 655 metros acima do nível do mar. Na hidrografia, podemos destacar o Arroio Forquetinha, afluente do Rio Taquari.

## Economia
Em 2021, o município possuía um PIB de R$ 67.986.915,00, sendo o valor adicionado bruto (VAB) de R$ 65.923.250,00. A agropecuária é o principal setor econômico, com 59,97% de participação (R$ 39.534.967,00). Já a indústria é quase inexistente, tendo gerado um valor de apenas R$ 1.618.927,00 em valor adicionado no ano de 2021.
Na agricultura, destaca-se o cultivo de tabaco (fumicultura), mandioca e laranja. Na pecuária, o destaque fica para a avicultura e suinocultura.

## Infraestrutura

### Saneamento, abastecimento de água e coleta de resíduos
Segundo dados disponibilizados em 2022 pelo município ao SNIS (Sistema Nacional de Informações sobre Saneamento), 100% da população tem acesso à água encanada. Já a coleta de resíduos sólidos abrange 53,16 % da população total, enquanto apenas na zona urbana esse número sobe para 90,91%. Não há coleta ou tratamento de esgoto no município.

### Telecomunicação
Em 2023, o município tinha uma taxa de 69% da população com cobertura na rede de telefonia móvel com tecnologia 4G. Ao ser comparado com outros municípios do Rio Grande do Sul, na taxa de cobertura da população total, Canudos do Vale ocupa a posição 436º de um total de 497. A taxa de cobertura é de 61,5% se levarmos em conta a área territorial do município.